# Glyphiulus tuberculatus
Glyphiulus tuberculatus är en mångfotingart som först beskrevs av Karl Wilhelm Verhoeff 1936.  Glyphiulus tuberculatus ingår i släktet Glyphiulus och familjen Glyphiulidae. Inga underarter finns listade i Catalogue of Life.